# Deutsche Beachhandball-Meisterschaften 2018
Die Deutsche Beachhandball-Meisterschaft 2018 waren einschließlich der fünf inoffiziellen Titelkämpfe die 23. Meisterschaften im Beachhandball. Sie wurde vom Deutschen Handballbund (DHB) ausgerichtet.
Die Teilnehmer der Meisterschaft qualifizierten sich dafür über eine vorgeschaltete Reihe von Turnieren, der Deutschen Beachhandball Tour, in der je nach Erfolgen Punkte gesammelt werden konnten. Am Ende qualifizierten sich jeweils 12 Frauen- und Männermannschaften für die Spiele vom 3. bis 5. August des Jahres und damit je zwei Mannschaften mehr als in den Vorjahren. Austragungsort war die Anlage BeachMitte in Berlin-Mitte, wo zwei Spielfelder und ein Trainingsplatz zur Verfügung standen. Für das Turnier wurde aufgrund der Mehrteilnehmer und wegen der teilweisen Kritik am vorherigen Modus durch den Spieltechniker Andreas Jakob ein neues Turniersystem erarbeitet und vom DHB eingeführt, das jedoch auf starke Kritik unter den Teilnehmern traf. Das neue System war auch nötig geworden, weil es trotz der größeren Zahl an teilnehmenden Mannschaften kein größeres Budget für die Organisation gegeben hatte.
Die Mannschaften wurden auf je vier Dreiergruppen pro Geschlecht aufgeteilt. Die Gruppenersten qualifizierten sich direkt für die Viertelfinalspiele. Die übrigen Mannschaften spielten in je zwei Gruppen in einer Hauptrunde die letzten vier teilnehmenden Mannschaften der Viertelfinals aus. Kritisiert am Modus wurde vor allem, dass für die früh qualifizierten Teams der Vorrunde kein Spielrhythmus aufgebaut werden konnte. So schieden bei den Frauen alle vier Siegermannschaften der Vorrundengruppe, darunter die Meisterschaftsfavoriten, schon im Viertelfinale aus.
| Frauen Details | Berlin BeachMitte | Strandgeflüster Minden      | 2:0 | Beach Bazis Schleissheim | CAIPIranhas Erlangen   | 2:0 | BonnBons           |
| Männer Details | Berlin BeachMitte | BHC Beach & Da Gang Münster | 2:0 | SG Schurwald             | BHC Sand Devils Minden | 2:1 | Nordlichter Bremen |